# Sougoli Tape
Sougoli Tape – wieś w Iranie, w ostanie Azerbejdżan Zachodni, w szahrestanie Mijandoab. W 2006 roku liczyła 2945 mieszkańców.